# Klek (Slivno)
Klek je naselje u Republici Hrvatskoj, u sastavu Općine Slivno, Dubrovačko-neretvanska županija. 

## Stanovništvo
Prema popisu stanovništva iz 2001. godine, naselje je imalo 159 stanovnika te 77 obiteljskih kućanstava. Po popisu iz 2011. u Kleku je 230 stanovnika.
| broj stanovnika |       |       | 18    | 15    | 16    | 19    |       |       | 36    | 37    | 38    | 55    | 71    | 87    | 159   | 230   | 177   |
|                 | 1857. | 1869. | 1880. | 1890. | 1900. | 1910. | 1921. | 1931. | 1948. | 1953. | 1961. | 1971. | 1981. | 1991. | 2001. | 2011. | 2021. |

## Znamenitosti
| Smrdan grad |  | Smrdan grad    |
| Smrdan grad |  | Nonkovića kula |

- Smrdan grad je utvrda iznad mjesta uz stari put koji je spajao dolinu Neretve s Dubrovačkim primorjem. Današnji ostatci utvrde sagrađeni su krajem 17. stoljeća na mjestu nekadašnje utvrde iz srednjeg vijeka, nakon što su je Mlečani 1689. osvojili od Osmanlija. Trokutastog je tlocrta s bedemima od oko 50 metara po svakoj strani. Na popisu je kulturnih dobara Republike Hrvatske.[7][8]
- Nonkovića kula, četverokatna obrambena kula četvrtastog oblika iz 17. stoljeća. Građena je od pravilno tesanih kamenih kvadara a pokrivena krovom na četiri vode. Na svakom su katu po dva prozora s konzolama i kamenim prstenovima. Ulazna vrata s nadvratnikom i dovratnicima su na zapadnom pročelju, a iznad njih je grb obitelji Nonković, vjerojatnim graditeljima kule. Iza kule nalazi se kapelica sa zvonikom na preslicu na pročelju, a uz nju bunar s krunom i ukrašenim uglovima.Na popisu je kulturnih dobara Republike Hrvatske.[9]
- Nekropola stećaka Greblje, kasnosrednjovjekovna nekropola, sjeverno od sela Provići. Brojčano je jedna od najvećih nekropola neretvanskog područja: evidentirano je 67 stećaka od kojih su 33 ukrašena primjerka.[10]
- Galerija "Stećak", mjesto okupljanja književnika, likovnih, dramskih i drugih umjetnika. Osim u Kleku, djeluje u Opuzenu, Pločama, Metkoviću i Zagrebu, a ovisno o potrebama i u drugim mjestima.[11] Otvorena je 8. kolovoza 1981. u nekadašnjoj mlinici maslina koja je bila pred urušavanjem, čiju su obnovu potpomogle tadašnje tvrtke Razvitak iz Metkovića i PIK Neretva iz Opuzena.[12]

## Crkva sv. Petra i Pavla
Crkva dimenzija 22,95×12,65 metara postavljena je u smjeru istok-zapad s glavnim ulazom na zapadnoj strani. Izgrađena je na mjestu nekadašnje kapele koja se nalazila u privatnoj kući. Tadašnji je župnik don Mate Kaleb u dogovoru s biskupom Franićem na privatnoj zemlji izgradio obiteljsku kuću koju je vlasnica poslije izgradnje poklonila župi, s obzirom na to da tadašnje vlasti nisu dopuštale izgradnju crkve. Kapela je uređena i blagoslovljena 1968. a bila je duga 10 i široka 6 metara.
U Kleku je postojala i kapelica sv. Nikole koju je početkom 18. stoljeća pored ljetnikovca sagradila obitelj Nonković. Bogoslužje se održavalo do 1858. kada je zbog trošnosti zabranjeno, a oltarna ploča prenesena u crkvu sv. Liberana. Više je puta mijenjala vlasnike, a danas služi za kuhinju i spremu.